# マニラ帝国
マニラ帝国（マニラていこく、英語: Imperial Manila、フィリピン語: Maynilang Imperyal）は、フィリピン人社会のいくつかの方面において、またマニラ在住者以外の人々によって、用いられる侮蔑的な形容表現で、フィリピンの諸事は、政治であれ、経済であれ、文化であれ、首都地域であるマニラ首都圏で進行していくことによって決定され、国内の他地域が必要としていることなどは顧みられない、という考えを表したものであり、その原因には概ね、中央集権的政府と、都市住民たちの俗物根性があるとされる。特に、地方政治家や自治体職員などが、揶揄としてこの表現を用いるともいわれる。実証的調査が示すところでは、マニラ帝国と、その長年にわたる持続性は、フィリピンの他の地方における低開発状態を長引かせているとされる。
このような感じ方は、時には「我が国では葉っぱ一枚も、マラカニアンの許可がなければ落ちない。 (Not a leaf can fall in our country without Malacañang's permission.)」ということわざとして表される。マニラの強力な影響については、国家芸術家のニック・ホアキンも、「マニラがくしゃみをすると、フィリピンは風邪をひく。(When Manila sneezes, the Philippines catches cold.)」と述べている。

## 歴史
「Imperial Manila」という表現の最も古い用例として知られているのは、1927年に『The American Chamber of Commerce Journal』に掲載された記事で、フィリピン最高裁判所で裁かれた、いずれも地方政府の自治に関係した2つの事件、「ガブリエル対パンパンガ州地方委員会 (Gabriel v. Provincial Board of Pampanga)」と「ルタ対サンボアンガ市 (Luta v. Municipality of Zamboanga)」に言及した記述である。
現代におけるこの言葉の使用は、「ピープルパワー革命 (People Power Revolution)」と称されるエドゥサ革命のころあたりからのものであり、政治関係の論者、特にマニラ首都圏外に住む者たちが、元大統領フェルディナンド・マルコスは、首都圏外のフィリピン人たちが関わらないところで権力から引きずり下ろされた、という認識を表現する中で、この言葉を使った。1970年代において、マルコスは世界銀行から米ドルで25億ドルの融資を受け、マニラを世界的な競争力のある都市として確立させようとした。この資金は、政府が支援するインフラストラクチャーや都市開発への支出を賄い、都市部の貧困者たちを根こそぎにして追い立てながら、利益を出せたエリートたちを利したのである。
『フィリピン・デイリー・インクワイアラー (Philippine Daily Inquirer)』紙に掲載された記事で、アマンド・ドロニラは次のように述べている。
| 「 | ピープルパワー運動は、マニラ帝国の現象であった。彼らの現場はエドゥサ通りである。彼らは「地方の人々」を運動から排除し、その耐え難いほどの暴慢と俗物根性で...苦難に喘ぐ大衆や、フィリピン農村部の貧農たちを無視していた。 People power movements have been an Imperial Manila phenomenon. Their playing field is EDSA. They have excluded the provincianos from their movement with their insufferable arrogance and snobbery...ignoring the existence of the toiling masses and peasants in agrarian Philippines. | 」 |

## 用例

### 政治
この言葉は、フィリピン大統領グロリア・マカパガル・アロヨによって2006年の所信表明演説の中で用いられ、彼女は「減速した進歩が、過剰な競争と地方とその住民への抑圧を生み始めている。(slowed down progress, has become open to over-competition and oppressed the provinces and its people.)」と述べた。この国の中央集権的政体が原因となり、各州政府は、連邦制政体への移行を目指す憲法の修正を支持し、アロヨを支持する一方で、特にZTE疑惑などの政治腐敗を理由に彼女の退陣を求めるマニラを拠点とする活動家たちの呼びかけを拒んだ。
マニラでおこなわれた各種の世論調査は、全国的問題を扱っている調査であるにもかかわらず、「マニラ帝国の住民 (Imperial Manila-based residents)」だけを対象に抽出しているとして厳しく非難された。一方、この言葉は、フィリピン州連盟 (LPP) やボホール州など、政府系のウェブサイトでも用いられた。
フィリピンの副大統領で、元ダバオ市長でもあり、ロドリゴ・ドゥテルテ元大統領の娘であるサラ・ドゥテルテ＝カルピオは、2019年東南アジア競技大会の開会式において、フィリピン選手団の行進の際にホットドッグの1976年の楽曲「Manila」が使用されたことに疑問を呈した。彼女は、曲名が首都中心的で、国全体を代表するものとしては相応しくない、と述べた上で、いっそ自分の同胞であるダバオ人たちが「発明した (invented)」ブドッツを代わりに用いてはどうかと示唆さえした。

### 経済
ミンダナオ島を拠点とするモロ・イスラム解放戦線は、イスラム教徒ミンダナオ自治地域を国内で最も貧しい地域にしている元凶として「マニラ帝国」を非難しており、「新植民地主義の展開は、我々の民から収奪し、自らを自由に解き放っている。(the consequence of neocolonialism has deprived our people to run themselves unfettered and unhampered.)」と述べている。政府の統計でも、この地方の貧困率は2006年の時点で 55.3パーセントに達しており、6州のうち3州、すなわちタウイタウイ州、マギンダナオ州、南ラナオ州が全国で最も貧しい10州に含まれていた。
「マニラ帝国」は、実業界の多くの人々によっても、ある商品の広告やマーケティングにおいて、メガ・マニラ（フィリピンのマスメディアがしばしば用いる、マニラ中心的な用語）だけでひとつのキャンペーンをおこなえば事足りる、地方在住の顧客も惹きつけることができるだろう、とする考えを指して用いられる。マニラ首都圏の広告代理店が、マニラを拠点とする新聞に印刷広告を出稿しても、圏外の都市にそれが届くのは、読者たちが既に地元紙を読み終わった後の午前中の遅めの時間にしか配達されないし、マニラではプライムタイムである21時台にテレビ・コマーシャルを流しても、他の地方の人々は既に就寝しているのである。
2009年、フィリピン大学と世界銀行のエコノミストたちは、経済活動の全国的な拡散ではなく、マニラ首都圏内への一層の集中を進めるべきだとフィリピン政府に勧告する見解を表明した。マニラ大都市圏の通勤者たちも、その多くは、家族と離れ、国内の他地域から仕事を求めて移り住んできた経済移民であり、交通渋滞の影響を受けて苦しんでいる。

### 文化
この言葉は、特にセブ州において、タガログ語の強制という認識との関係で用いられ、タガログ語がマニラだけの言語ではなく、他の多くの諸州の言語でもあるとしても、これが国語たるべきフィリピン語として強制されている、と受け止められている。セブ州政府は、言語的抗議として、フィリピン共和国の国歌である「最愛の地 (タガログ語: Lupang Hinirang)」をセブ語で歌うようにしており、タガログ語以外の言語による国家の歌唱が罰金や収監によって罰する法律があるにもかかわらず、市民的不服従がおこなわれている。
国家的象徴としてのタガログ語の法律による強制は、社会的含意ももっており、例えば、年長者や権威ある人物への敬意を表す敬称として、「oo po」の縮約である「po」や「opo」を用いるべしとする圧力がその例であるが、この敬称は、国内の他の地域の固有言語にはほとんど対応する言葉が見当たらない。タガログ語の正書法に近い形で、他の言語の正書法を編み出そうとする試みもおこなわれている。
特筆すべきことに、カラバルソン地方やミマロパ地方など、首都地域以外の地方出身であるタガログ語話者たち自身も、アクセントや文法、語彙、田舎風の習慣などから、洗練されていない「プロムディ (promdi)」（英語の「from the」をもじったタガログ語で、田舎者、無骨者を意味する）として、しばしば嘲笑される。